# Прежде чем я самоуничтожусь
«Прежде чем я самоуничтожусь» (англ. Before I Self Destruct) — американский криминально-драматический фильм, вышедший 16 ноября 2009 года. Фильм вышел вместе с одноимённым названием четвёртого студийного альбома 50 Cent — Before I Self Destruct, которая также входит в альбом. Продюсером, режиссёром, а также актёром, который сыграл главную роль в этом фильме, стал сам 50 Cent.

## Сюжет
Фильм рассказывает о парне по имени Кларенс, который живёт со своей мамой и младшим братом-гением. Кларенс — спортсмен, подающий большие надежды, но после травмы ноги он вынужденно оставляет спорт. Он устраивается на работу в супермаркет и там встречает красивую девушку — принцессу. После, его мать случайно погибает во время перестрелки. Кларенс теряется, так как ему теперь придётся одному заботиться о своём брате. После неудачной попытки кражи печенья из супермаркета, Кларенса увольняют, и он остаётся без денег. В то же время его брат-гений Шоко советует Кларенсу купить пушку. Кларенс находит виновного в смерти своей матери и убивает его. Он растерянный, пытается найти способ, чтобы позаботиться о своём тринадцатилетнем брате, который уже в этот момент мог поступить в любую из всех восьми университетов Лиги плюща. В ходе этого процесса, он становится наёмным убийцей, зарабатывает сотни тысяч долларов и наслаждается своей новой жизнью. Также Кларенс, влюбившись в принцессу, встречается с ней. Её бывший возлюбленный, Рафаэль, в это время был заключён в тюрьму. После своего освобождения Рафаэль звонит Принцессе и просит вернуть ему деньги, которые он ей оставил, перед тем как сесть в тюрьму. Встретившись с Рафаэлем, Принцесса вступает с ним в интимную связь в его машине, припаркованной возле дома Принцессы, а затем, когда Рафаэль начинает требовать от нее свои деньги, намекает ему, что деньги у ее нового возлюбленного- Кларенса. Взбешенный Рафаэль заставляет её позвонить Кларенсу, чтобы он якобы встретился с ней. Однако, как только Кларенс выходит из машины, Рафаэль открывает по нему огонь, что приводит к его смерти. Это событие заставляет его младшего брата следовать по-такому же неправильному пути, по какому шёл и сам Кларенс, а также заставляет его мстить за смерть Кларенса.

## Съёмочная группа

### Актёрский состав
- Кёртис Джексон — Кларенс
- Клифтон Пауэлл — Шон
- Элайджа Уильямс — Шока
- Габриэль Эллис — Рафаэль
- Саша Дель Валле — Принцесса
- Шорти Ред — Тини
- Энджел Лола Лав — Мона
- Энтони «Трич» Крисс — Седрик
- Джон Райт — первая жертва
- Ллойд Бэнкс — школьный учитель Шока
- Гэбриел Коссес — Фредди
- Тэкван К. Р. Кобб — Кевин

### Съёмочный состав
- Продюсеры — Кёртис Джексон, Джордж Айзекс (исп. прод.), Франк Моска (со-прод.).
- Режиссёры — Кёртис Джексон, Кен Кушнер, Джессес Дж. Смит.
- Композиторы — Виктор Бруно, Стивен Тубин.
- Операторы-постановщики — Роберт Д. Эрас.
- Редакторы — Стефен Франциоса мл., Джимми Хиггинс (со-ред.), Нед Силхейви (гл. ред.).

## Продолжение
В ноябре 2010 года Саша Дель Валле объявила, что планируется вторая часть фильма, в котором она также сыграет роль. В сентябре 2012 года она заявила, что фильм находится в стадии разработки.